# Cadulus labeyriei
Cadulus labeyriei är en blötdjursart som beskrevs av Lamprell och Healy 1998. Cadulus labeyriei ingår i släktet Cadulus och familjen Gadilidae. Inga underarter finns listade i Catalogue of Life.